# 金奎吏
金奎吏（1979年8月16日—），韓國女演員，在家中五兄弟姊妹中排行第四。加入娛樂圈時曾改名叫金玟善，由於在反對開放韓國肉食市場與美國牛肉的抗議時，曾發表過「與其吃美國牛肉，倒不如吞氰化鉀」的言論而被控以誹謗，所以把名字改回成為金奎吏，以免被起訴。

## 感情生活
2012年6月，通過電視劇《武神》與同劇男演員金柱赫發展為戀人關係，交往一年後分手。

## 影視作品

### 電視劇
- 1999年：KBS《學校1》
- 1999年：SBS《特別魁梧的女人》
- 1999年：SBS《爆米花》
- 2000年：SBS《醫學中心》
- 2001年：SBS《品嚐味道》
- 2001年：SBS《沒有離別的清晨》
- 2002年：SBS《玻璃鞋》飾演 于盛晞
- 2003年：SBS《仙女與騙子》
- 2003年：MBC《賢貞呀，我愛你》
- 2004年：MBC《漢江戀歌》飾演 尹娜英
- 2005年：KBS《愛情中毒》飾演 李栗珠
- 2005年：MBC《英才的全盛時代》
- 2010年：MBC《我教你愛》
- 2012年：MBC《武神》飾演 崔松兒
- 2013年：MBC《醜聞：極具衝擊性與不道德的事件》飾演 張主河
- 2014年：MBC《心懷叵測的恢單女》飾演 國如珍
- 2014年：KBS《王的面孔》飾演 貴人金氏
- 2016年：SBS《我們的甲順》飾演 許多惠
- 2018年：tvN《想停止的瞬間：About Time》飾演 金珠娜
- 2019年：tvN《60天，指定幸存者》飾演 崔江妍
- 2022年：JTBC《綠色媽咪會》飾演 徐盡蕸

### 電影
- 1999年：《女高怪談2》饰演 敏雅
- 2000年：《到海邊去（朝鲜语：해변으로 가다）》饰演 度妍（友情出演）
- 2001年：《2009失去的记忆》饰演 幼儿园老师（特别出演）
- 2001年：《24岁的迷恋》饰演 贤智
- 2001年：《F4沙胆妹（朝鲜语：아프리카 (2002년 영화)）》饰演 素贤
- 2004年：《下流人生（英语：Low Life (film)）》饰演 朴惠玉
- 2007年：《假面（朝鲜语：가면 (2007년 영화)）》飾演 朴恩珠
- 2007年：《星光漫步（英语：For Eternal Hearts）》饰演 BB机少女
- 2008年：《美人圖》饰演 申润福
- 2008年：《西洋古董洋果子店》饰演 振赫的女友4（友情出演）
- 2009年：《五感圖》饰演 金美珍
- 2009年：《鄭勝必失蹤事件（朝鲜语：정승필 실종사건）》饰演 刘美善
- 2010年：《离家的男人（朝鲜语：집 나온 남자들）]》饰演 刘英心（特别出演）
- 2010年：《Hahaha（朝鲜语：하하하）》饰演 卢正花
- 2011年：《愛情真可怕》饰演 申昭妍
- 2011年：《豐山犬（朝鲜语：풍산개 (영화)）》饰演 仁玉
- 2012年：《人類滅亡報告書—天上的创造物》饰演 惠州菩萨
- 2013年：《我愛你！真英》饰演 金真英
- 2014年：《另一個約定》饰演 兰珠
- 2015年：《化妝，火葬》饰演 秋恩珠
- 2019年：《極惡對決》饰演 车瑞珍
- 2024年：《1980》[5]

### MV
- 2004年：安胜浩《愛得不到時更美麗》
- 2005年：朴相敏《向日葵》（與金永勳）
- 2008年：金烔完《秘密》
- 2009年：Bobby Kim《愛情…那家伙》
- 2011年：Yangpa《好痛》
- 2013年：李正峰《Love Shalalala》（與趙東赫）

## 綜藝節目

### 主持
- 2011年：MBC《Dancing with the stars》
- 2012年：MBC《Dancing with the stars 2》

## 獲獎記錄
- 2000年：第36屆百想藝術大賞—電影部門 女子新人演技獎（《女高怪談2》）
- 2000年：電影評論家獎—女子新人獎
- 2001年：KBS演技大賞—女子新人獎
- 2004年：MBC演技大賞—女子優秀演技獎
- 2012年：MBC演藝大賞—MC部門 人氣獎（《Dancing with the stars 2》）
- 2024年：第44届黄金摄影奖—评委特别奖（《1980》）[6]